# Campionati mondiali di taekwondo a squadre 2012
I Campionati mondiali di taekwondo a squadre 2012 si sono svolti dal 23 al 25 novembre al Centro Deportivo Betico Croes di Santa Cruz, ad Aruba. È stata la 4ª edizione del torneo, organizzato dalla World Taekwondo.

## Podi
| Evento           | Oro           | Argento | Bronzo         |
| Torneo maschile  | Corea del Sud | Iran    | Cina Spagna    |
| Torneo femminile | Cina          | Francia | Russia Croazia |

## Medagliere
| Posiz. | Nazione       | Oro | Argento | Bronzo | Totale |
| ------ | ------------- | --- | ------- | ------ | ------ |
| 1      | Cina          | 1   | 0       | 1      | 2      |
| 2      | Corea del Sud | 1   | 0       | 0      | 1      |
| 3      | Iran          | 0   | 1       | 0      | 1      |
| 3      | Francia       | 0   | 1       | 0      | 1      |
| 5      | Russia        | 0   | 0       | 1      | 1      |
| 5      | Spagna        | 0   | 0       | 1      | 1      |
| 5      | Croazia       | 0   | 0       | 1      | 1      |
| Totale | Totale        | 2   | 2       | 4      | 8      |